# CHMP1B
CHMP1B (англ. Charged multivesicular body protein 1B) – білок, який кодується однойменним геном, розташованим у людей на короткому плечі 18-ї хромосоми. Довжина поліпептидного ланцюга білка становить 199 амінокислот, а молекулярна маса — 22 109.
| 10         |  | 20         |  | 30         |  | 40         |  | 50         |
| ---------- |  | ---------- |  | ---------- |  | ---------- |  | ---------- |
| MSNMEKHLFN |  | LKFAAKELSR |  | SAKKCDKEEK |  | AEKAKIKKAI |  | QKGNMEVARI |
| HAENAIRQKN |  | QAVNFLRMSA |  | RVDAVAARVQ |  | TAVTMGKVTK |  | SMAGVVKSMD |
| ATLKTMNLEK |  | ISALMDKFEH |  | QFETLDVQTQ |  | QMEDTMSSTT |  | TLTTPQNQVD |
| MLLQEMADEA |  | GLDLNMELPQ |  | GQTGSVGTSV |  | ASAEQDELSQ |  | RLARLRDQV  |

A: Аланін

C: Цистеїн

D: Аспарагінова кислота

E: Глутамінова кислота

F: Фенілаланін

G: Гліцин

H: Гістидин

I: Ізолейцин

K: Лізин

L: Лейцин

M: Метіонін

N: Аспарагін

P: Пролін

Q: Глутамін

R: Аргінін

S: Серин

T: Треонін

Задіяний у таких біологічних процесах, як транспорт, транспорт білків, клітинний цикл, поділ клітини. 
Локалізований у цитоплазмі, мембрані, ендосомах.